# Juniorvärldsmästerskapet i ishockey 2012

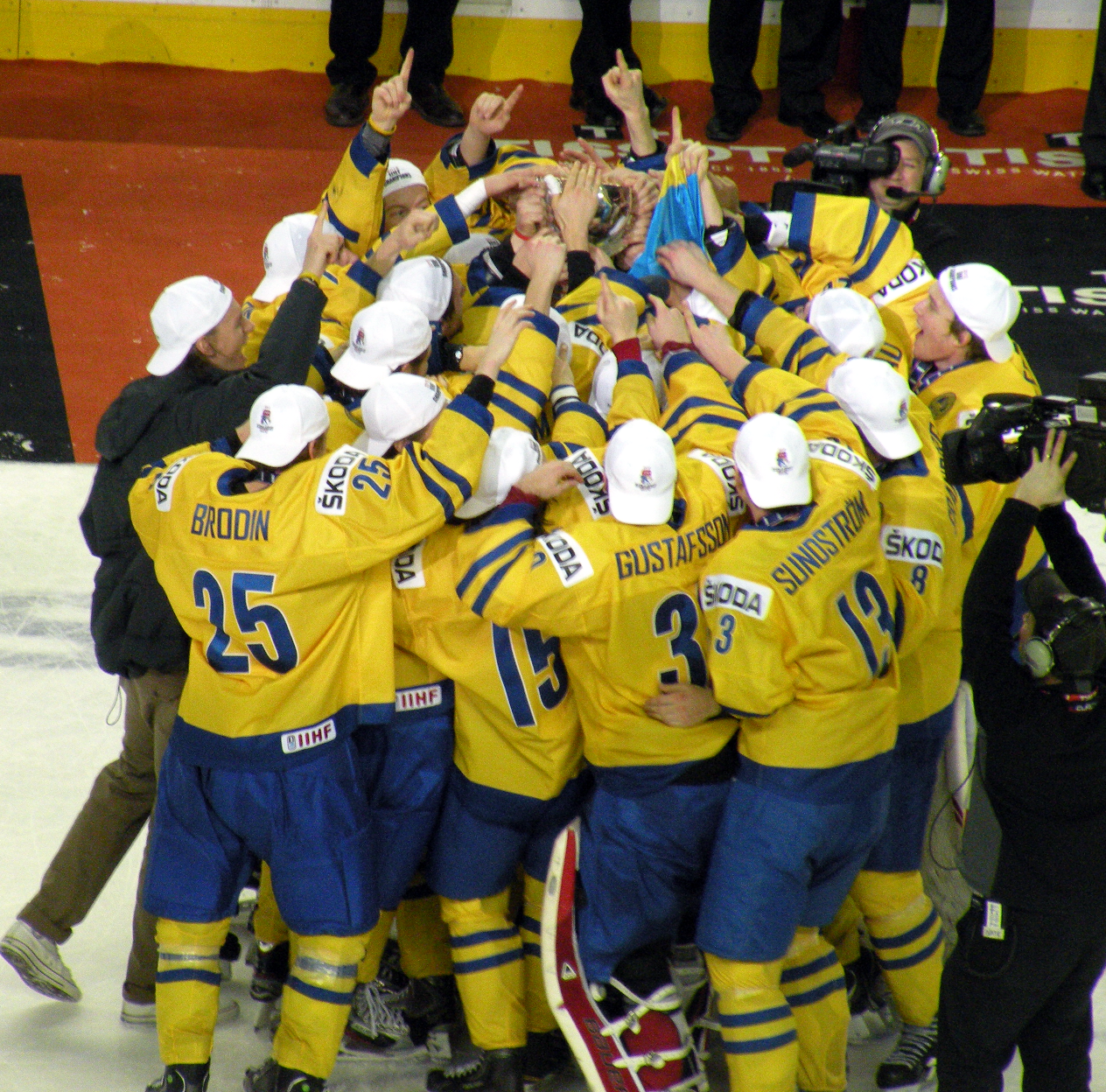
Sverige firar guldet i JVM 2012.

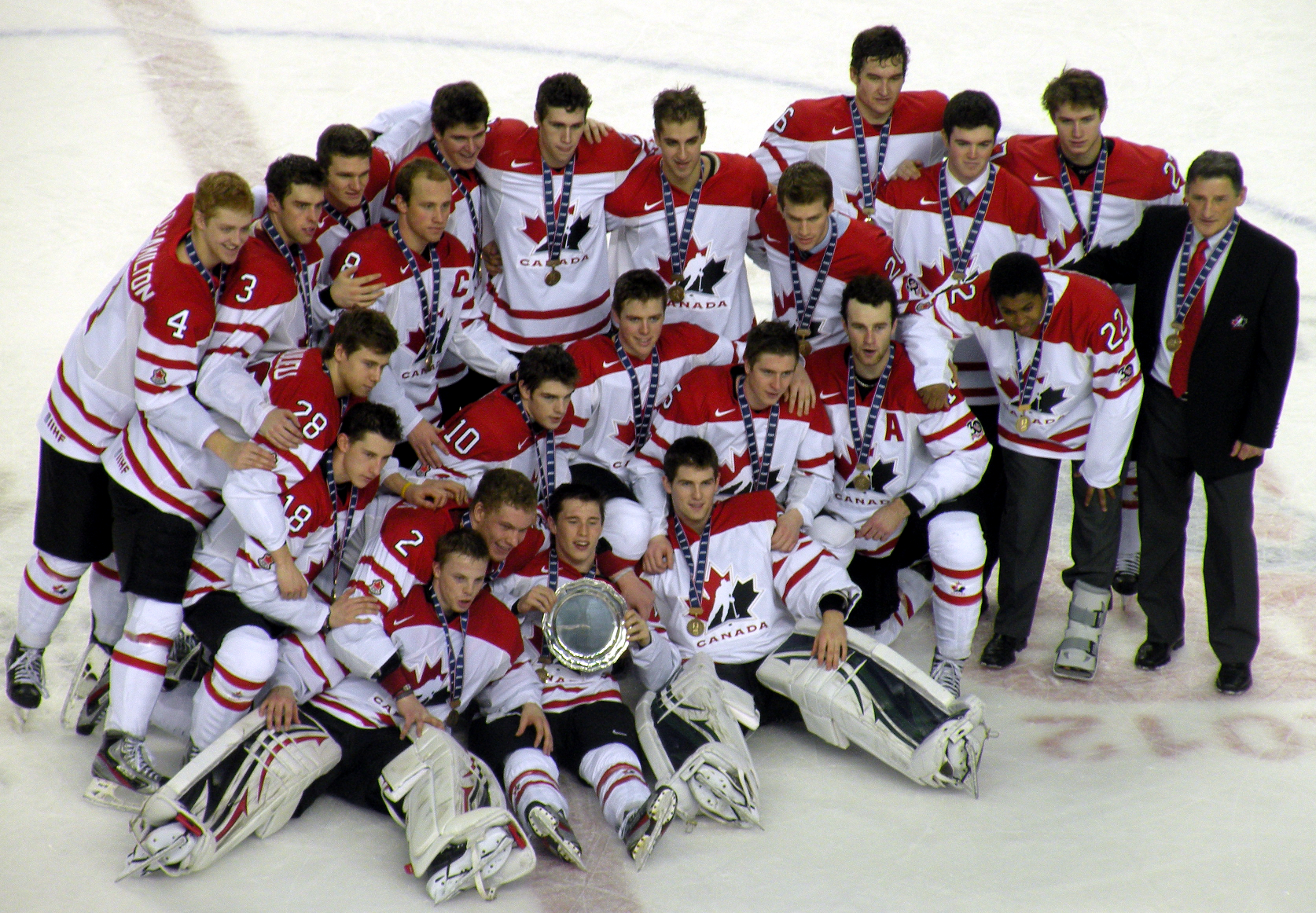
Kanada firar bronset i JVM 2012.

Juniorvärldsmästerskapet i ishockey 2012, JVM i ishockey 2012, var den 36:e upplagan som arrangerades av International Ice Hockey Federation och var en ishockeyturnering för herrlandslag med spelare födda 1992 eller senare. Huvudturneringen spelades mellan 26 december 2011 och 5 januari 2012.
Sverige erövrade världsmästartiteln för andra gången i JVM-historien, förra svenska vinsten kom 1981. Sverige besegrade regerande mästare i Ryssland med 1-0 i finalen i sudden death. Kanada besegrade Finland i bronsfinalen med 4-0. En överraskning var laget från USA som placerade sig som sjunde lag. Detta var andra gången som USA tvingades spela i nedflyttningsomgången, senast det skedde var 1999.
Mästerskapet avgjordes i sex divisioner som toppdivisionen, Division 1 A och B, Division II A och B, samt Division III. Dessa divisioner spelades enligt följande schema:
Toppdivisionen JVM spelades i  Calgary och Edmonton, Alberta, Kanada, under perioden  26 december 2011 - 5 januari 2012. .

JVM Division I grupp A spelades i Garmisch-Partenkirchen, Tyskland, under perioden 11 december till 17 december 2011.

JVM Division I grupp B spelades i Tychy, Polen under perioden 12 december till 18 december 2011.

JVM Division II grupp A spelades i Donetsk, Ukraina, under perioden 12 december till 18 december 2011. 

JVM Division II grupp B spelades i Tallinn, Estland, under perioden 10 december till 16 december 2011. 

JVM Division III spelades i Dunedin, Nya Zeeland under perioden 17 januari till 22 januari 2012. 

## Slutställning
¦¦ Flyttas upp

¦¦ Flyttas ned
| JVM 2012 | JVM 2012  |
| -------- | --------- |
| 1        | Sverige   |
| 2        | Ryssland  |
| 3        | Kanada    |
| 4        | Finland   |
| 5        | Tjeckien  |
| 6        | Slovakien |
| 7        | USA       |
| 8        | Schweiz   |
| 9        | Lettland  |
| 10       | Danmark   |

| JVM 2012 Div IA | JVM 2012 Div IA |
| --------------- | --------------- |
| 11              | Tyskland        |
| 12              | Vitryssland     |
| 13              | Norge           |
| 14              | Slovenien       |
| 15              | Österrike       |
| 16              | Storbritannien  |

| JVM 2012 Div IB | JVM 2012 Div IB |
| --------------- | --------------- |
| 17              | Frankrike       |
| 18              | Kazakstan       |
| 19              | Italien         |
| 20              | Polen           |
| 21              | Kroatien        |
| 22              | Japan           |

| JVM 2012 Div IIA | JVM 2012 Div IIA |
| ---------------- | ---------------- |
| 23               | Ukraina          |
| 24               | Litauen          |
| 25               | Ungern           |
| 26               | Spanien          |
| 27               | Nederländerna    |
| 28               | Sydkorea         |

| JVM 2012 Div IIB | JVM 2012 Div IIB |
| ---------------- | ---------------- |
| 29               | Rumänien         |
| 30               | Estland          |
| 31               | Serbien          |
| 32               | Belgien          |
| 33               | Australien       |
| 34               | Mexiko           |

| JVM 2012 Div III | JVM 2012 Div III |
| ---------------- | ---------------- |
| 35               | Island           |
| 36               | Kina             |
| 37               | Nya Zeeland      |
| 38               | Bulgarien        |
| 39               | Turkiet          |

## Toppdivisionen
Följande lag deltog:
- Danmark (uppflyttade från Division I)
- Finland
- Kanada
- Lettland (uppflyttade från Division I)
- Ryssland
- Schweiz
- Slovakien
- Sverige
- Tjeckien
- USA

### Inledande omgång
| Till semifinal           |
| Till kvartsfinal         |
| Till nedflyttningsomgång |

#### Grupp A
Grupp A spelades i Calgary, Alberta i Scotiabank Saddledome.
| Lag       | S | V | ÖV | ÖF | F | GM | IM | MS  | P  |
| --------- | - | - | -- | -- | - | -- | -- | --- | -- |
| Sverige   | 4 | 2 | 2  | 0  | 0 | 26 | 11 | +15 | 10 |
| Ryssland  | 4 | 3 | 0  | 1  | 0 | 23 | 5  | +18 | 10 |
| Slovakien | 4 | 2 | 0  | 0  | 2 | 11 | 17 | −6  | 6  |
| Schweiz   | 4 | 1 | 0  | 1  | 2 | 12 | 16 | −4  | 4  |
| Lettland  | 4 | 0 | 0  | 0  | 4 | 8  | 31 | −23 | 0  |

Alla tider är lokala (MST/UTC-7)
| 26 december, 2011 15:30 | Lettland | 4 − 9 (2−3, 1−3, 1−3) | Sverige | Scotiabank Saddledome |

|  |                                                                                              | Matchsummering | | Åskådare: 19 289                        |                                         |
|  | Toms Andersons 05:34 Roberts Lipsbergs 08:54 Roberts Lipsbergs 32:29 Zemgus Girgensons 58:50 |                | 03:28 Max Friberg 05:50 Max Friberg 08:13 Mika Zibanejad 25:38 Sebastian Collberg 34:48 Erik Thorell 35:38 Mika Zibanejad 47:46 Joakim Nordström 54:27 Max Friberg 55:07 Max Friberg | Domare: Daniel Piechaczek Derek Zalaski | Domare: Daniel Piechaczek Derek Zalaski |

| 26 december, 2011 20:00 | Schweiz | 0 − 3 (0−1, 0−2, 0−0) | Ryssland | Scotiabank Saddledome |

|  |  | Matchsummering |                                                                         | Åskådare: 19 289                    |                                     |
|  |  |                | 08:22 Aleksandr Chochlatjov 25:27 Nikita Gusev 35:04 Michail Grigorenko | Domare: Tom Laaksonen Thomas Sterns | Domare: Tom Laaksonen Thomas Sterns |

| 27 december, 2011 20:00 | Slovakien | 3 − 1 (0−0, 1−1, 2−0) | Lettland | Scotiabank Saddledome |

|  |                                                         | Matchsummering |                     | Åskådare: 19 289                   |                                    |
|  | Tomas Jurco 35:28 Marek Tvrdon 42:02 Michal Toman 59:22 |                | 26:41 Juris Ziemiņš | Domare: Ian Croft Vladimir Sindler | Domare: Ian Croft Vladimir Sindler |

| 28 december, 2011 15:30 | Sverige | 4 − 3 (str) (1−0, 1−1, 1−2, 0−0, 1−0) | Schweiz | Scotiabank Saddledome |

|  |                                                                 | Matchsummering |                                                      | Åskådare: 19 289                   |                                    |
|  | Max Friberg 14:23 Joakim Nordström 36:11 Ludvig Rensfeldt 41:56 |                | 25:14 Joël Vermin 52:51 Joël Vermin 57:56 Dean Kukan | Domare: Vladimir Sindler Ian Croft | Domare: Vladimir Sindler Ian Croft |

| 28 december, 2011 20:00 | Ryssland | 3 − 1 (0−1, 1−0, 2−0) | Slovakien | Scotiabank Saddledome |

|  |                                                                    | Matchsummering |                    | Åskådare: 19 289                        |                                         |
|  | Igor Ozjiganov 24:11 Mikhail Naumenkov 41:45 Nikita Kutjerov 54:51 |                | 19:27 Miloš Bubela | Domare: Daniel Piechaczek Derek Zalaski | Domare: Daniel Piechaczek Derek Zalaski |

| 29 december, 2011 20:00 | Lettland | 0 − 14 (0−1, 0−6, 0−7) | Ryssland | Scotiabank Saddledome |

|  |  | Matchsummering | | Åskådare: 19 289                  |                                   |
|  |  |                | 10:29 Michail Grigorenko 20:52 Artyom Sergeyev 27:04 Jevgenij Kuznetsov 30:04 Jevgenij Kuznetsov 32:53 Grigory Zheldakov 35:07 Nikita Gusev 38:34 Nikita Gusev 40:40 Pavel Kulikov 41:43 Aleksandr Chochlatjov 42:34 Jevgenij Kuznetsov 44:14 Ignat Zemchenko 51:36 Yaroslav Kosov 53:29 Aleksandr Chochlatjov 54:24 Nikita Nesterov | Domare: Mikael Nord Sören Persson | Domare: Mikael Nord Sören Persson |

| 30 december, 2011 15:30 | Sverige | 9 − 1 (2−1, 2−0, 5−0) | Slovakien | Scotiabank Saddledome |

|  | | Matchsummering |                    | Åskådare: 19 289                |                                 |
|  | Erik Thorell 04:40 Max Friberg 16:22 Sebastian Collberg 24:15 Johan Sundström 38:29 Mika Zibanejad 44:50 Rickard Rakell 48:06 Joakim Nordström 51:28 Sebastian Collberg 53:42 E. Thorell 58:42 |                | 11:36 Marek Tvrdoň | Domare: Ian Croft Tom Laaksonen | Domare: Ian Croft Tom Laaksonen |

| 30 december, 2011 20:00 | Schweiz | 5 − 3 (1−0, 2−1, 2−2) | Lettland | Scotiabank Saddledome |

|  | | Matchsummering |                                                                         | Åskådare: 13 666                        |                                         |
|  | Christoph Bertschy 08:45 Gaëtan Haas 22:18 Christoph Bertschy 38:28 Gaëtan Haas 53:04 Christian Marti 54:03 |                | 28:26 Toms Andersons 42:23 Ņikita Jevpalovs 52:42 Vitālijs Hvorostiņins | Domare: Daniel Piechaczek Derek Zalaski | Domare: Daniel Piechaczek Derek Zalaski |

| 31 december, 2011 16:00 | Slovakien | 6 − 4 (1−1, 1−2, 4−1) | Schweiz | Scotiabank Saddledome |

|  | | Matchsummering |                                                            | Åskådare: 13 029                    |                                     |
|  | Matúš Chovan 08:20 Matúš Chovan 45:14 Martin Marinčin 46:05 Matúš Chovan 48:15 Martin Gernát 49:43 |                | 06:09 Joël Vermin 07:16 Sven Andrighetto 28:40 Joël Vermin | Domare: Thomas Sterns Derek Zalaski | Domare: Thomas Sterns Derek Zalaski |

| 31 december, 2011 20:00 | Ryssland | 3 − 4 (e.fl) (3−0, 0−0, 0−3, 0−1) | Sverige | Scotiabank Saddledome |

|  |                                                               | Matchsummering |                                                                                   | Åskådare: 16 643                       |                                        |
|  | Ignat Zemchenko 02:09 Yaroslav Kosov 02:16 Ivan Telegin 13:33 |                | 43:17 Oscar Klefbom 52:19 Rickard Rakell 59:20 Max Friberg 62:44 Joakim Nordström | Domare: Tom Laaksonen Vladimir Sindler | Domare: Tom Laaksonen Vladimir Sindler |

#### Grupp B
Grupp B spelades i Edmonton, Alberta i Rexall Place.
| Lag      | S | V | ÖV | ÖF | F | GM | IM | MS  | P  |
| -------- | - | - | -- | -- | - | -- | -- | --- | -- |
| Kanada   | 4 | 4 | 0  | 0  | 0 | 26 | 5  | +21 | 12 |
| Finland  | 4 | 3 | 0  | 0  | 1 | 19 | 10 | +9  | 9  |
| Tjeckien | 4 | 2 | 0  | 0  | 2 | 12 | 11 | +1  | 6  |
| USA      | 4 | 1 | 0  | 0  | 3 | 16 | 15 | +1  | 3  |
| Danmark  | 4 | 0 | 0  | 0  | 4 | 6  | 38 | −32 | 0  |

Alla tider är lokala(MST/UTC-7)
| 26 december, 2011 13:30 | Finland | 1 − 8 (0−2, 1−3, 0−3) | Kanada | Rexall Place |

|  |                        | Matchsummering | | Åskådare: 15 296                  |                                   |
|  | Alexander Ruuttu 21:21 |                | 02:14 Mark Stone 04:25 Brendan Gallagher 23:02 Mark Stone 29:24 Jonathan Huberdeau 32:54 Dougie Hamilton 40:52 Brett Connolly 44:05 Mark Stone 47:18 Ryan Strome | Domare: Mikael Nord Sören Persson | Domare: Mikael Nord Sören Persson |

| 26 december, 2011 18:00 | Danmark | 3 − 11 (2−3, 0−6, 1−2) | USA | Rexall Place |

|  |                                                                        | Matchsummering | | Åskådare: 13 604                             |                                              |
|  | Mathias Bau Hansen 03:12 Mathias Bau Hansen09:04 Thomas Spelling 44:20 |                | 00:24 Charlie Coyle 04:41 Jason Zucker 08:26 Jarred Tinordi 21:25 Nick Bjugstad 27:12 Charlie Coyle 29:07 Kyle Rau 30:21 Bill Arnold 30:51 J.T. Miller 36:01 Kyle Rau 51:04 Charlie Coyle 55:56 Stephen Johns | Domare: Jyri Petteri Rönn Vyacheslav Bulanov | Domare: Jyri Petteri Rönn Vyacheslav Bulanov |

| 27 december, 2011 18:00 | Tjeckien | 7 − 0 (1−0, 2−0, 4−0) | Danmark | Rexall Place |

|  | | Matchsummering |  | Åskådare: 12967                  |                                  |
|  | Tomáš Hertl 05:44 Tomas Hertl 22:44 Radek Faksa 31:13 Petr Holík 41:50 Tomáš Filippi 55:06 Jiří Říha (SH) |                |  | Domare: Devin Klein Brent Reiber | Domare: Devin Klein Brent Reiber |

| 28 december, 2011 13:30 | USA | 1 − 4 (0−0, 0−1, 1−3) | Finland | Rexall Place |

|  |                    | Matchsummering |                                                                               | Åskådare: 14000                  |                                  |
|  | Brandon Saad 40:19 |                | 21:21 Miikka Salomäki 50:53 Joel Armia 51:22 Mikael Granlund 56:27 Joel Armia | Domare: Devin Klein Brent Reiber | Domare: Devin Klein Brent Reiber |

| 28 december, 2011 18:00 | Kanada | 5 − 0 (1−0, 2−0, 2−0) | Tjeckien | Rexall Place |

|  |                                                                                                   | Matchsummering |  | Åskådare: 15 296                             |                                              |
|  | Mark Stone 05:37 Ryan Strome 36:16 Brett Connolly 38:11 Mark Scheifele 49:00 Mark Scheifele 54:40 |                |  | Domare: Vyacheslav Bulanov Jyri Petteri Rönn | Domare: Vyacheslav Bulanov Jyri Petteri Rönn |

| 29 december, 2011 18:00 | Danmark | 2 − 10 (0−4, 0−3, 2−3) | Kanada | Rexall Place |

|  |                                           | Matchsummering | | Åskådare: 16 275                    |                                     |
|  | Nicolai Meyer 43:05 Emil Kristensen 48:48 |                | 02:34 Quinton Howden 06:17 Brett Connolly 16:05 Mark Stone 20:25 Scott Harrington 24:56 Mark Stone 35:31 Freddie Hamilton 51:32 Brandon Gormley 55:27 Brandon Gormley 56:59 Brendan Gallagher | Domare: Tom Laaksonen Thomas Sterns | Domare: Tom Laaksonen Thomas Sterns |

| 30 december, 2011 13:30 | USA | 2 − 5 (1−1, 1−1, 0−3) | Tjeckien | Rexall Place |

|  |                                    | Matchsummering |                                                                                             | Åskådare: 14 733                       |                                        |
|  | T.J. Tynan 05:14 Bill Arnold 31:50 |                | 12:05 Tomáš Filippi 34:51 Tomáš Hertl 52:26 Petr Holík 57:19 Tomáš Filippi 58:34 Petr Holík | Domare: Brent Reiber Jyri Petteri Rönn | Domare: Brent Reiber Jyri Petteri Rönn |

| 30 december, 2011 18:00 | Finland | 10 − 1 (3−0, 2−1, 5−0) | Danmark | Rexall Place |

|  | | Matchsummering |                          | Åskådare: 13 144                       |                                        |
|  | Miikka Salomäki 08:36 Jani Hakanpaa 10:25 Ville Pokka 11:41 Mikael Kuronen 24:09 Miikka Salomäki 34:49 Joel Armia 41:37 Teemu Pulkkinen 44:14 Teemu Pulkkinen 48:26 Teemu Pulkkinen 57:48 Teemu Pulkkinen 59:56 |                | 33:39 Patrik Bjorkstrand | Domare: Vyacheslav Bulanov Mikael Nord | Domare: Vyacheslav Bulanov Mikael Nord |

| 31 december, 2011 14:00 | Tjeckien | 0 − 4 (0−2, 0−1, 0−1) | Finland | Rexall Place |

|  |  | Matchsummering |                                                                                       | Åskådare: 14 429                 |                                  |
|  |  |                | 11:42 Alexander Ruuttu 16:19 Miro Aaltonen 34:17 Joonas Donskoi 43:37 Teemu Pulkkinen | Domare: Devin Klein Brent Reiber | Domare: Devin Klein Brent Reiber |

| 31 december, 2011 18:00 | Kanada | 3 − 2 (3−0, 0−0. 0−2) | USA | Rexall Place |

|  |                                                            | Matchsummering |                                        | Åskådare: 16 647                         |                                          |
|  | Mark Stone 05:39 Jaden Schwartz 10:12 Brett Connolly 15:59 |                | 49:49 Charlie Coyle 53:12 Jason Zucker | Domare: Vyacheslav Bulanov Sören Persson | Domare: Vyacheslav Bulanov Sören Persson |

### Nedflyttningsomgång
| Flyttas ned till division I A |

| Team     | SM | V | ÖTV | ÖTF | F | GM | IM | P |
| -------- | -- | - | --- | --- | - | -- | -- | - |
| USA      | 3  | 3 | 0   | 0   | 0 | 25 | 6  | 9 |
| Schweiz  | 3  | 1 | 1   | 0   | 1 | 10 | 8  | 5 |
| Lettland | 3  | 0 | 1   | 0   | 2 | 7  | 18 | 2 |
| Danmark  | 3  | 0 | 0   | 2   | 1 | 7  | 17 | 2 |

Alla tider är lokala(MST/UTC-7)
| 2 januari, 2012 11:00 | Schweiz | 4 − 3 (e.fl) (2−2, 1−1, 0−0, 1−0) | Danmark | Scotiabank Saddledome |

|  |                                                                                           | Matchsummering |                                                                    | Åskådare: 9 328                     |                                     |
|  | Cédric Schneuwly 01:45 Alessio Bertaggia 03:29 Grégory Hofmann 22:17 Tanner Richard 63:27 |                | 01:10 Oliver Bjorkstrand 16:56 Nicklas Jensen 27:26 Nicklas Jensen | Domare: Ian Croft Jyri Petteri Rönn | Domare: Ian Croft Jyri Petteri Rönn |

| 3 januari, 2012 11:00 | USA | 12 − 2 (4−0, 7−1, 1−1) | Lettland | Scotiabank Saddledome |

|  | | Matchsummering |                                              | Åskådare: 9 146                 |                                 |
|  | Austin Watson 05:40 Austin Watson 11:53 Austin Watson 16:17 Jason Zucker 18:47 J.T. Miller 20:46 Nick Bjugstad 20:56 Bill Arnold 25:38 Adam Clendening 32:08 Kyle Rau 33:05 Nick Bjugstad 35:30 Nick Bjugstad 36:41 Austin Czarnik 42:16 |                | 22:03 Zemgus Girgensons 53:25 Teodor Blugers | Domare: Devin Klein Mikael Nord | Domare: Devin Klein Mikael Nord |

| 4 januari, 2012 11:00 | Danmark | 1 − 2 (e.fl) (1−0, 0−1, 0−0, 0−1) | Lettland | Scotiabank Saddledome |

|  |                                              | Matchsummering |                          |  |  |
|  | Kristiāns Pelšs 31:34 Nikita Jevpalovs 61:43 |                | 03:21 Oliver Bjorkstrand |  |  |

| 4 januari, 2012 15:00 | Schweiz | 1 − 2 (1−2, 0−0, 0−0) | USA | Scotiabank Saddledome |

|  |                   | Matchsummering |                                         |  |  |
|  | Gaëtan Haas 14:49 |                | 11:28 Austin Czarnik 16:15 Kevin Gravel |  |  |

### Slutspel
|  | Kvartsfinal | Kvartsfinal | Kvartsfinal |  |  | Semifinal | Semifinal | Semifinal |  |  | Final      | Final      | Final      |
|  |             |             |             |  |  |           |           |           |  |  |            |            |            |
|  |             |             |             |  |  | B1        | Kanada    | 5         |  |  |            |            |            |
|  | A2          | Ryssland    | 2           |  |  | A2        | Ryssland  | 6         |  |  |            |            |            |
|  | B3          | Tjeckien    | 1           |  |  |           |           |           |  |  | A1         | Sverige    | 1          |
|  |             |             |             |  |  |           |           |           |  |  | A2         | Ryssland   | 0          |
|  |             |             |             |  |  | A1        | Sverige   | 3         |  |  |            |            |            |
|  | B2          | Finland     | 8           |  |  | B2        | Finland   | 2         |  |  | Bronsmatch | Bronsmatch | Bronsmatch |
|  | A3          | Slovakien   | 5           |  |  |           |           |           |  |  | B1         | Kanada     | 4          |
|  |             |             |             |  |  |           |           |           |  |  | B2         | Finland    | 0          |

#### Kvartsfinaler
| 2 januari, 2012 15:00 | Finland | 8 − 5 (2−2, 4−1, 2−2) | Slovakien | Scotiabank Saddledome |

|  | | Matchsummering |                                                                                               | Åskådare: 14 558                        |                                         |
|  | Joel Armia 04:29 Roope Hämäläinen 14:32 Mikael Granlund 25:32 Markus Granlund 26:46 Markus Granlund 29:53 Aleksander Barkov Jr. 31:45 Joonas Donskoi 52:51 Teemu Pulkkinen 53:38 |                | 14:24 Matúš Chovan 19:30 Marek Tvrdoň 33:36 Richard Mráz 44:59 Martin Ďaloga 59:30 Marko Daňo | Domare: Vyacheslav Bulanov Brent Reiber | Domare: Vyacheslav Bulanov Brent Reiber |

| 2 januari, 2012 19:00 | Ryssland | 2 − 1 (e.fl) (0−0, 1−1, 0−0, 1−0) | Tjeckien | Scotiabank Saddledome |

|  |                                              | Matchsummering |                   | Åskådare: 16 581                        |                                         |
|  | Daniil Apalkov 32:47 Grigory Zheldakov 61:30 |                | 27:16 Jakub Culek | Domare: Daniel Piechaczek Derek Zalaski | Domare: Daniel Piechaczek Derek Zalaski |

#### Semifinaler
| 3 januari, 2012 15:00 | Sverige | 3 − 2 (str) (0−1, 0−1, 2−0, 0−0, 1−0) | Finland | Scotiabank Saddledome |

|  |                                          | Matchsummering |                                         |                                    |                                    |
|  | William Karlsson 43:11 Max Friberg 58:16 |                | 18:29 Alexander Ruuttu 35:30 Joel Armia | Domare: Brent Reiber Derek Zalaski | Domare: Brent Reiber Derek Zalaski |

| 3 januari, 2012 19:00 | Kanada | 5 − 6 (0−2, 1−3, 4−1) | Ryssland | Scotiabank Saddledome |

|  | | Matchsummering | |  |  |
|  | Brett Connolly 22:37 Dougie Hamilton 49:20 Jaden Schwartz 49:43 Brendan Gallagher 51:59 Brandon Gormley 54:17 |                | 07:26 Jevgenij Kuznetsov 13:50 Nikita Nesterov 24:24 Jevgenij Kuznetsov 28:48 Jevgenij Kuznetsov 30:30 Aleksandr Chochlatjov 47:54 Nikita Kutjerov |  |  |

#### Match om femte och sjätte plats
| 4 januari, 2012 19:00 | Tjeckien | 5 − 2 (3−0, 1−1, 1−1) | Slovakien | Scotiabank Saddledome |

|  |                                                                                               | Matchsummering |                                       |  |  |
|  | Radek Faksa 05:15 Petr Holík 13:37 Vojtěch Mozík 16:46 Dominik Uher 36:23 Tomáš Filippi 42:32 |                | 34:17 Miloš Bubela 46:24 Matúš Chovan |  |  |

#### Bronsmatch
| 5 januari 2012 13:30 | Kanada | 4 − 0 (1−0, 2−0, 1−0) | Finland | Scotiabank Saddledome |

|  |                                                                                     | Matchsummering |
|  | Tanner Pearson 09:08 Mark Scheifele 25:35 Quinton Howden 39:29 Quinton Howden 57:35 |                |

#### Final
| 5 januari, 2012 18:00 | Sverige | 1 – 0 (e.fl) (0–0, 0−0, 0–0, 1−0) | Ryssland | Scotiabank Saddledome |

|  |                      | Matchsummering |  | Åskådare: 18 722                   |                                    |
|  | Mika Zibanejad 70:09 |                |  | Domare: Brent Reiber Derek Zalaski | Domare: Brent Reiber Derek Zalaski |

### Statistik

#### Medias All Star Team
- Målvakt:   Petr Mrázek
- Backar:  Brandon Gormley,  Oscar Klefbom
- Forwards:  Jevgenij Kuznetsov,  Mikael Granlund,   Max Friberg

#### Bästa spelare utsedda av direktoratet
- Bästa målvakt:  Petr Mrázek
- Bästa försvarare:  Brandon Gormley
- Bäste forward:  Jevgenij Kuznetsov
- Mest värdefulle spelare (MVP):  Jevgenij Kuznetsov

#### Poängliga
I tabellen nedan redovisas utespelarnas poängresultat, sorterat i första hand på högst antal gjorda poäng, därefter på högst antal mål och i sista hand på minst antal spelade matcher. Spelare med de tio bästa poängresultaten redovisas i tabellen, om flera spelare hamnar på samma antal poäng ska samtliga dessa ingå i statistiken.
Förklaringar: GP: Spelade matcher, G: Antal gjorda mål, A: Antal assist, Pts: Antal gjorda poäng, PIM: Utvisningsminuter
| Spelare            | Land     | GP | G | A | Pts | +/- | PIM |
| ------------------ | -------- | -- | - | - | --- | --- | --- |
| Jevgenij Kuznetsov | Ryssland | 7  | 6 | 7 | 13  | +6  | 4   |
| Max Friberg        | Sverige  | 6  | 9 | 2 | 11  | +4  | 22  |
| Mikael Granlund    | Finland  | 7  | 2 | 9 | 11  | +4  | 0   |
| Mark Stone         | Kanada   | 6  | 7 | 3 | 10  | +10 | 2   |
| Teemu Pulkkinen    | Finland  | 7  | 6 | 4 | 10  | +4  | 2   |
| Ryan Strome        | Kanada   | 6  | 3 | 6 | 9   | +9  | 8   |
| Austin Watson      | USA      | 6  | 3 | 6 | 9   | +6  | 0   |
| Nikita Gusev       | Ryssland | 7  | 3 | 6 | 9   | +5  | 0   |
| Jonathan Huberdeau | Kanada   | 6  | 1 | 8 | 9   | +8  | 16  |
| Nail Jakupov       | Ryssland | 7  | 0 | 9 | 9   | +4  | 6   |

Senast uppdaterat: 6 januari 2012 kl. 14.20 (CET) 
Källa: IIHF

#### Målvaktsliga
Målvakter som spelat minst 40% av lagets totala speltid kommer med i målvaktsligan. Spelarna är rangordnade i första hand efter högsta räddningsprocent (Sv%), i andra hand lägsta antal insläppta mål (GA) och i tredje hand högsta antal spelade minuter (MINS).
Förklaringar: MINS: Spelade minuter, GA: Antal insläppta mål, Sv%: Räddningsprocent, GAA: Antal insläppta mål per match, SO: Antal nollor
| Spelare            | Land     | MINS   | GA | Sv%   | GAA  | SO |
| ------------------ | -------- | ------ | -- | ----- | ---- | -- |
| Andrej Vasilevskij | Ryssland | 298:31 | 10 | 95,31 | 2,01 | 2  |
| Mark Visentin      | Kanada   | 210:08 | 5  | 94,38 | 1,43 | 1  |
| Sami Aittokallio   | Finland  | 310:00 | 13 | 93,69 | 2,52 | 1  |
| Petr Mrázek        | Tjeckien | 361:30 | 15 | 92,79 | 2,49 | 1  |
| Scott Wedgewood    | Kanada   | 148:48 | 6  | 91,55 | 2,42 | 1  |

Senast uppdaterat: 6 januari 2012 kl. 14.20 (CET) 
Källa: IIHF

### Medaljörer
| Guld: | Silver: | Brons |
| Sverige #1 - Anton Forsberg #5 - Mattias Bäckman #6 - Oscar Klefbom #7 - Fredrik Claesson #8 - Petter Granberg #9 - John Klingberg #10 - Johan Larsson (C) #11 - Jeremy Boyce-Rotevall #12 - Patrik Nemeth #13 - Johan Sundström (A) #14 - Max Friberg #15 - Sebastian Collberg #16 - Filip Forsberg #17 - William Karlsson #18 - Victor Rask #19 - Joakim Nordström (A) #20 - Mika Zibanejad #23 - Ludvig Rensfeldt #24 - Rickard Rakell #25 - Jonas Brodin #28 - Erik Thorell #30 - Johan Gustafsson #35 - Johan Mattsson | Ryssland #1 - Sergei Kostenko #3 - Artyom Sergeyev #4 Viktor Antipin #6 - Mikhail Naumenkov #7 - Igor Ozjiganov #8 - Nikita Gusev #9 - Nikita Kutjerov #10 - Nail Jakupov #12 - Grigori Zheldakov #14 - Danil Apalkov (A) #15 - Pavel Kulikov #16 - Ignat Zemchenko #17 - Michail Grigorenko #18 - Yaroslav Kosov #19 - Aleksandr Chochlatjov #20 - Andrej Makarov #22 - Sergei Barbashev #23 - Ivan Telegin #24 - Zakhar Arzamastsev (A) #25 - Jevgenij Kuznetsov (C) #26 - Ildar Isangulov #29 - Nikita Nesterov #30 - Andrej Vasilevskij | Kanada #2 - Jamie Oleksiak #3 - Brandon Gormley (A) #4 - Dougie Hamilton #5 - Mark Pysyk #6 - Scott Harrington #8 - Jaden Schwartz (C) #10 - Michael Bournival #11 - Jonathan Huberdeau #12 - Brendan Gallagher #13 - Freddie Hamilton #14 - Brett Connolly (A) #15 - Tanner Pearson #16 - Mark Stone #18 - Ryan Strome #19 - Mark Scheifele #20 - Boone Jenner #21 - Quinton Howden (A) #22 - Devante Smith-Pelly (A) #27 - Ryan Murray #28 - Nathan Beaulieu #29 - Mark Visentin #30 - Scott Wedgewood |

## Division I
Gruppindelning för Division I i juniorvärldsmästerskapet i ishockey 2012.
| Grupp A - Österrike - Belarus - Storbritannien - Tyskland - Norge - Slovenien | Grupp B - Kroatien - Frankrike - Italien - Japan - Kazakstan - Polen |

### Grupp A Tyskland
Grupp A spelades i Olympia Eissportzentrum, Garmisch-Partenkirchen, Tyskland, under perioden 11 december till 17 december 2011, 
och vanns av Tyskland som därmed spelar i topp divisionen 2013. Storbritannien spelar i division IB.
| Lag            | S | V | ÖV | ÖF | F | GM | IM | MS  | P  |
| -------------- | - | - | -- | -- | - | -- | -- | --- | -- |
| Tyskland       | 5 | 5 | 0  | 0  | 0 | 34 | 9  | +25 | 15 |
| Vitryssland    | 5 | 3 | 0  | 1  | 1 | 21 | 10 | +11 | 10 |
| Norge          | 5 | 3 | 0  | 0  | 2 | 19 | 13 | +6  | 9  |
| Slovenien      | 5 | 1 | 2  | 0  | 2 | 16 | 12 | +4  | 7  |
| Österrike      | 5 | 1 | 0  | 1  | 3 | 11 | 26 | −15 | 4  |
| Storbritannien | 5 | 0 | 0  | 0  | 5 | 6  | 37 | −31 | 0  |

| Datum            | Lag            | Resultat     | Lag            | Periodresultat          |
| ---------------- | -------------- | ------------ | -------------- | ----------------------- |
| 11 december 2011 | Storbritannien | 2 - 5        | Norge          | 2-2, 0-1, 0-2           |
| 11 december 2011 | Vitryssland    | 1 - 2        | Tyskland       | 0-0, 0-1, 1-1           |
| 11 december 2011 | Österrike      | 2 - 3 (str.) | Slovenien      | 1-0, 1-2, 0-0, 0-0, 0-1 |
| 12 december 2011 | Slovenien      | 8 - 0        | Storbritannien | 6-0, 1-0, 1-0           |
| 12 december 2011 | Tyskland       | 11 - 2       | Österrike      | 3-0, 6-1, 2-1           |
| 13 december 2011 | Norge          | 2 - 3        | Vitryssland    | 0-1, 1-0, 1-2           |
| 14 december 2011 | Storbritannien | 2 - 10       | Vitryssland    | 0-2, 0-6, 2-2           |
| 14 december 2011 | Norge          | 5 - 2        | Österrike      | 3-0, 0-2, 2-0           |
| 14 december 2011 | Tyskland       | 5 - 2        | Slovenien      | 2-2, 0-0, 3-0           |
| 15 december 2011 | Tyskland       | 11 - 1       | Storbritannien | 4-0, 3-0, 4-1           |
| 16 december 2011 | Vitryssland    | 6 - 2        | Österrike      | 3 - 1, 1 - 1, 2 - 0     |
| 16 december 2011 | Slovenien      | 1 - 4        | Norge          | 1-1, 0-2, 0-1           |
| 17 december 2011 | Österrike      | 3 - 1        | Storbritannien | 0-0, 1-1, 2-0           |
| 17 december 2011 | Slovenien      | 2 - 1 (str.) | Vitryssland    | 1-1, 0-0, 0-0, 0-0, 1-0 |
| 17 december 2011 | Norge          | 3 - 5        | Tyskland       | -, -, -                 |

### Grupp B Tychy, Polen
Grupp B spelades i Winter Stadium, Tychy, Polen under perioden 12 december till 18 december 2011, och vanns av Frankrike som därmed spelar i division IA 2013. Japan spelar i division IIA
| Lag       | S | V | ÖV | ÖF | F | GM | IM | MS  | P  |
| --------- | - | - | -- | -- | - | -- | -- | --- | -- |
| Frankrike | 5 | 4 | 0  | 0  | 1 | 19 | 6  | +13 | 12 |
| Kazakstan | 5 | 3 | 0  | 1  | 1 | 9  | 7  | +2  | 10 |
| Italien   | 5 | 2 | 1  | 0  | 2 | 14 | 9  | +5  | 8  |
| Polen     | 5 | 2 | 0  | 1  | 2 | 16 | 12 | +4  | 7  |
| Kroatien  | 5 | 2 | 0  | 0  | 3 | 12 | 25 | −13 | 6  |
| Japan     | 5 | 0 | 1  | 0  | 4 | 9  | 20 | −11 | 2  |

| Datum            | Lag       | Resultat   | Lag       | Periodresultat     |
| ---------------- | --------- | ---------- | --------- | ------------------ |
| 12 december 2011 | Frankrike | 2 - 1      | Italien   | 1-0, 0-1, 1-0      |
| 12 december 2011 | Japan     | 1 - 2      | Kazakstan | 0-1, 1-0, 0-1      |
| 12 december 2011 | Polen     | 9 - 1      | Kroatien  | 3-0, 4-1, 2-0      |
| 13 december 2011 | Italien   | 7 - 2      | Japan     | 3-1, 4-0, 0-1      |
| 13 december 2011 | Kroatien  | 1 - 8      | Frankrike | 1-0, 0-4, 0-4      |
| 13 december 2011 | Kazakstan | 2 - 0      | Polen     | 1-0, 0-0, 1-0      |
| 15 december 2011 | Frankrike | 5 - 0      | Japan     | 1-0, 2-0, 2-0      |
| 15 december 2011 | Kazakstan | 4 - 3      | Kroatien  | 2-1, 1-2, 1-0      |
| 15 december 2011 | Italien   | 4 - 2      | Polen     | 2-0, 1-1, 1-1      |
| 16 december 2011 | Kazakstan | 1 - 2      | Frankrike | 0-0, 1-1, 0-1      |
| 16 december 2011 | Kroatien  | 3 - 1      | Italien   | 2-1, 1-0, 0-0      |
| 16 december 2011 | Japan     | 3 - 2 (SD) | Polen     | 0-0, 1-1, 0-1, 1-0 |
| 18 december 2011 | Kroatien  | 4 - 3      | Japan     | 0-0, 3-2, 1-1      |
| 18 december 2011 | Italien   | 1 - 0 (SD) | Kazakstan | 0-0, 0-0, 0-0, 1-0 |
| 18 december 2011 | Polen     | 3 - 2      | Frankrike | 1-0, 1-1, 1-1      |

## Division II

### Grupp A
Grupp A spelades i Ice Palace Druzhba, Donetsk, Ukraina, under perioden 12 december till 18 december 2011, och vanns av Ukraina som därmed spelar i division IB 2013. Sydkorea spelar i division IIB
| Lag           | S | V | ÖV | ÖF | F | GM | IM | MS  | P  |
| ------------- | - | - | -- | -- | - | -- | -- | --- | -- |
| Ukraina       | 5 | 3 | 2  | 0  | 0 | 24 | 10 | +14 | 13 |
| Litauen       | 5 | 3 | 0  | 2  | 0 | 19 | 11 | +8  | 11 |
| Ungern        | 5 | 2 | 1  | 0  | 2 | 24 | 15 | +9  | 8  |
| Spanien       | 5 | 2 | 0  | 0  | 3 | 14 | 22 | −8  | 6  |
| Nederländerna | 5 | 1 | 1  | 0  | 3 | 9  | 23 | −14 | 5  |
| Sydkorea      | 5 | 0 | 0  | 2  | 3 | 9  | 18 | −9  | 2  |

| Datum            | Lag           | Resultat     | Lag           | Periodresultat          |
| ---------------- | ------------- | ------------ | ------------- | ----------------------- |
| 12 december 2011 | Spanien       | 5 - 0        | Nederländerna | 2-0, 1-0, 2-0           |
| 12 december 2011 | Ungern        | 2 - 1 (str.) | Litauen       | 1-0, 0-0, 0-1, 0-0, 1-0 |
| 12 december 2011 | Ukraina       | 3 - 2 (str.) | Sydkorea      | 0-1, 0-0, 2-1, 0-0, 1-0 |
| 14 december 2011 | Litauen       | 6 - 2        | Nederländerna | 2 - 1, 1 - 1, 3 - 0     |
| 14 december 2011 | Sydkorea      | 3 - 4        | Spanien       | 3 - 1, 0 - 1, 0 - 2     |
| 14 december 2011 | Ukraina       | 7 - 6        | Ungern        | 3 - 2, 1 - 3, 3 - 1     |
| 15 december 2011 | Litauen       | 2 - 0        | Sydkorea      | 0 - 0, 1 - 0, 1 - 0     |
| 15 december 2011 | Ungern        | 3 - 4        | Nederländerna | 0 - 0, 0 - 3, 3 - 1     |
| 15 december 2011 | Ukraina       | 4 - 0        | Spanien       | 0 - 0, 2 - 0, 2 - 0     |
| 17 december 2011 | Sydkorea      | 2 - 6        | Ungern        | 1-2, 0-2, 1-2           |
| 17 december 2011 | Spanien       | 4 - 8        | Litauen       | 1-0, 2-5, 1-3           |
| 17 december 2011 | Nederländerna | 0 - 7        | Ukraina       | 0-1, 0-2, 0-4           |
| 18 december 2011 | Ungern        | 7 - 1        | Spanien       | 3-0, 2-1, 2-0           |
| 18 december 2011 | Nederländerna | 3 - 2 (str.) | Sydkorea      | 1-0, 1-2, 0-0, 0-0, 1-0 |
| 18 december 2011 | Litauen       | 2 - 3 (SD)   | Ukraina       | 0-1, 2-1, 0-0, 0-1      |

### Grupp B
Grupp B spelades i Arena Premia, Tallinn, Estland, under perioden 10 december till 16 december 2011, och vanns av Rumänien som därmed spelar i division IIA 2013. Mexiko spelar i division III
| Lag        | S | V | ÖV | ÖF | F | GM | IM | MS  | P  |
| ---------- | - | - | -- | -- | - | -- | -- | --- | -- |
| Rumänien   | 5 | 5 | 0  | 0  | 0 | 44 | 9  | +35 | 15 |
| Estland    | 5 | 4 | 0  | 0  | 1 | 51 | 14 | +37 | 12 |
| Serbien    | 5 | 3 | 0  | 0  | 2 | 18 | 26 | −8  | 9  |
| Belgien    | 5 | 1 | 1  | 0  | 3 | 17 | 23 | −6  | 5  |
| Australien | 5 | 1 | 0  | 0  | 4 | 12 | 36 | −24 | 3  |
| Mexiko     | 5 | 0 | 0  | 1  | 4 | 5  | 39 | −34 | 1  |

| Datum            | Lag        | Resultat   | Lag        | Periodresultat          |
| ---------------- | ---------- | ---------- | ---------- | ----------------------- |
| 10 december 2011 | Belgien    | 3-2 (str.) | Mexiko     | 1-1, 0-1, 1-0, 0-0, 1-0 |
| 10 december 2011 | Serbien    | 4-2        | Australien | 2-0, 2-0, 0-2           |
| 10 december 2011 | Estland    | 2 - 8      | Rumänien   | 1-1, 1-2, 0-5           |
| 11 december 2011 | Mexiko     | 1 - 4      | Serbien    | 0-0, 1-2, 0-2           |
| 11 december 2011 | Rumänien   | 11 - 1     | Australien | 2-1, 4-0, 5-0           |
| 11 december 2011 | Belgien    | 2 - 7      | Estland    | 1-3, 0-3, 1-1           |
| 13 december 2011 | Rumänien   | 10 - 1     | Mexiko     | 3-0, 6-0, 1-1           |
| 13 december 2011 | Belgien    | 2 - 4      | Serbien    | 1-2, 1-2, 0-0           |
| 13 december 2011 | Estland    | 12 - 1     | Australien | 4-0, 5-0, 3-1           |
| 14 december 2011 | Serbien    | 3 - 9      | Rumänien   | 1 - 2, 1 - 3, 1 - 4     |
| 14 december 2011 | Australien | 4 - 8      | Belgien    | 1 - 1, 1 - 3, 2 - 4     |
| 14 december 2011 | Mexiko     | 0 - 18     | Estland    | 0-6, 0-4, 0-8           |
| 16 december 2011 | Australien | 4 - 1      | Mexiko     | 0-1, 1-0, 3-0           |
| 16 december 2011 | Rumänien   | 6 - 2      | Belgien    | 2-1, 2-1, 2-0           |
| 16 december 2011 | Estland    | 12 - 3     | Serbien    | 4-0, 6-1, 2-2           |

## Division III
Division III spelades i Dunedin, Nya Zeeland under perioden 17 januari till 22 januari 2012. Nordkorea drog sig ur turneringen utan att specificera orsaken. 
Island vann fyra raka matcher och flyttas upp till Division II grupp B inför Juniorvärldsmästerskapet i ishockey 2013. Turkiet slutade som sista lag och får kvala till JVM 2013.
| Lag         | S | V | ÖV | ÖF | F | GM | IM | MS  | P  |
| ----------- | - | - | -- | -- | - | -- | -- | --- | -- |
| Island      | 4 | 4 | 0  | 0  | 0 | 30 | 2  | +28 | 12 |
| Kina        | 4 | 3 | 0  | 0  | 1 | 26 | 10 | +16 | 9  |
| Nya Zeeland | 4 | 2 | 0  | 0  | 2 | 19 | 14 | +5  | 6  |
| Bulgarien   | 4 | 1 | 0  | 0  | 3 | 7  | 19 | −12 | 3  |
| Turkiet     | 4 | 0 | 0  | 0  | 4 | 1  | 38 | −37 | 0  |

| Datum           | Lag       | Resultat | Lag         | Periodresultat |
| --------------- | --------- | -------- | ----------- | -------------- |
| 17 januari 2012 | Bulgarien | 2 - 6    | Kina        | 1-1, 0-3, 1-2  |
| 17 januari 2012 | Island    | 8 - 0    | Turkiet     | 3-0, 1-0, 4-0  |
| 18 januari 2012 | Bulgarien | 1 - 3    | Nya Zeeland | 0-1, 0-1, 1-1  |
| 19 januari 2012 | Kina      | 14 - 0   | Turkiet     | 1-0, 6-0, 7-0  |
| 19 januari 2012 | Island    | 7 - 1    | Nya Zeeland | 3-0, 4-0, 0-1  |
| 20 januari 2012 | Island    | 10 - 0   | Bulgarien   | 4-0, 2-0, 4-0  |
| 21 januari 2012 | Turkiet   | 0 - 4    | Bulgarien   | 0-1, 0-2, 0-1  |
| 21 januari 2012 | Kina      | 5 - 3    | Nya Zeeland | 1-3, 3-0, 1-0  |
| 22 januari 2012 | Island    | 5 - 1    | Kina        | 2-1, 1-0, 2-0  |
| 22 januari 2012 | Turkiet   | 1 - 12   | Nya Zeeland | 1-3, 0-8, 0-1  |